# Austrolimnophila (Austrolimnophila) agma
Austrolimnophila (Austrolimnophila) agma is een tweevleugelige uit de familie steltmuggen (Limoniidae). De soort komt voor in het Afrotropisch gebied.